# Félix Chautemps
Marie Félix Chautemps est un homme politique français né le 14 août 1877 à Paris et mort le 20 janvier 1915 à Silberloch (Haut-Rhin), tombé au champ d'honneur lors de la bataille du Hartmannswillerkopf.

## Biographie
Fils aîné du docteur Émile Chautemps et de Blanche Chevalier, Félix Chautemps naît le 14 août 1877 rue Béranger dans le 3e arrondissement de Paris. Il est issu d'une famille de républicains et francs-maçons. Son père, Émile Chautemps, fut ministre des Colonies en 1895 et un de ses quatre frères, Camille Chautemps, sera président du Conseil. Félix Chautemps est avocat à Paris et est lui aussi initié à la franc-maçonnerie.
Député de la Savoie de 1906 à 1914, inscrit au groupe radical, il est secrétaire de la Chambre de 1910 à 1912.
Parti sur le front comme sergent de Chasseurs alpins, il est promu lieutenant après avoir participé aux batailles de la Marne et de l'Yser. Alors que ses frères Maurice et Pierre ont déjà été l'un tué, l'autre grièvement blessé en 1914, il tombe le 20 janvier 1915 alors qu'il entraînait ses chasseurs à l'assaut d'une position allemande au Hartmannswillerkopf. Malgré leur inimitié politique, Maurice Barrès « salue ces beaux combattants ».
Ses obsèques ont lieu à Valleiry, commune natale de son père, le 18 septembre 1921,.

## Distinction et hommages
- Chevalier de la Légion d'honneur[2].
- Un buste[10], destiné à perpétuer son souvenir, est inauguré le dimanche 3 novembre 1929 à Albertville, sous la présidence de Paul Painlevé[11], en présence d'une « foule considérable »[12]. Le ministre de la Guerre sortant célèbre « l'image du lutteur et du héros que fut Félix Chautemps », après que de nombreux discours, dont celui d'Antoine Borrel, ont rappelé ses « vertus civiques et militaires »[12].
- Son nom, avec celui de son frère Maurice, est inscrit sur le monument aux morts de Fontaine-la-Guyon[13], commune natale de leur mère Blanche Chevalier.
- Albertville et Ugine ont une rue Félix-Chautemps.